# Karl Wahl
Pour les articles homonymes, voir Wahl (homonymie).
Karl Wahl, né le 24 septembre 1892 à Aalen – mort le 18 février 1981 à Vaterstetten, est le Gauleiter de Souabe de 1928 à la conquête de son Gau par les troupes alliées au printemps 1945. 

## Un ancien combattant du NSDAP
Engagé volontaire durant la Première Guerre mondiale, il rejoint le NSDAP et la SA en 1922; il en devient le chef l'année suivante. Élu député au Landtag de Bavière en 1928, il est nommé Gauleiter de Souabe la même année, il y siège jusqu'à son élection au Reichstag en 1933.

## Troisième Reich
L'installation du Troisième Reich le laisse dans un premier temps, comme un certain nombre de Gauleiter de Haute-Bavière, écartés des honneurs et du pouvoir régional. Durant l'été 1934, il est nommé gouverneur dans son district, doté d'une autonomie renforcée par les déclarations de Hitler sur les fonctions et les attributions de ces personnages.
En 1934, il rejoint la SS et parvient au grade de Gruppenführer en septembre 1934.
Il se montre partisan d'une ostracisation des Juifs dans le Reich mais n'en approuve pas les excès encouragés par certains de ses collègues, conscient des conséquences de cette politique sur la population: il se montre plus que critique à l'encontre du Gauleiter de Franconie, Fritz Sauckel.

## Durant le conflit
Durant la guerre, il participe aux opérations défensives menées en Ukraine en 1943, avec une unité de montagne composée de soldats souabes. 
Comme l'ensemble des Gauleiter, il rencontre Hitler pour la dernière fois le 24 février 1945, à l'occasion de l'anniversaire de publication du programme du NSDAP : il avoue être choqué à la fois par la décrépitude physique de Hitler et par le caractère irréel des déclarations des Gauleiter, ne laissant pas paraître le moindre défaitisme à ce stade du conflit.
Peu apprécié de Hitler et Bormann, il suggère néanmoins à ce dernier, après le passage du Rhin par les Alliés en mars 1945, la mise en place d'unités aériennes ayant pour mission de s'écraser sur les ponts mis en place par les Alliés pour ravitailler leur troupes positionnées sur la rive orientale du Fleuve. Dans le même temps, il organise dans son Gau le Werwolf et un corps franc, le Freikorps Adolf Hitler, dans le but de mener des opérations de guérilla après la conquête alliée. Il tente de fournir les effectifs demandés par Bormann pour ces initiatives, en en répartissant le quota à l'intérieur des districts de son Gau.
Au début du mois d'avril 1945, son Gau devient un champ de bataille, il tente de mettre en place des mesures pour contrer l'avance alliée. De plus, il est alors parfaitement informé de la situation des civils de son Gau, qui poussent les soldats allemands à se rendre aux Alliés, et ordonne donc l'évacuation des civils hors des zones de combats.

## Après la guerre
Après la guerre, démis de ses fonctions, condamné à la saisie de ses biens, il témoigne au procès de Nuremberg, purge et une peine de prison, puis est libéré en septembre 1948 : il se présente devant les Alliés et dans ses mémoires comme l'un des Gauleiter les moins favorables à la poursuite du conflit. Après sa libération, il travaille dans l'entreprise de Willy Messerschmitt jusqu'en 1968.